# 伊達英二
伊達 英二（だて えいじ）は、森川ジョージ原作の漫画『はじめの一歩』に登場する架空のプロボクサー。アニメ版での声優は相沢正輝。舞台版では松本寛也が演じた。

## 人物
元WBA世界フェザー級1位で、元日本・OPBF東洋太平洋フェザー級チャンピオン。リカルド・マルチネスとの試合で付けられた鼻に残る傷跡がトレードマーク。身長168.5cm。生年月日は1964年7月3日（初登場時28歳）。血液型A型。一人称は「オレ」。尊敬するボクサーはサルバドル・サンチェス。本編の主人公幕之内一歩の日本タイトル初挑戦時の王者で、公式戦で初めて黒星を付けられた対戦相手である。
日本屈指のクレバーなテクニシャンで戦術眼も長けている経験豊富なボクサー。腰を据えて相手を迎え撃つスタイルだが、若い頃は闘争本能をむき出しにして相手をねじ伏せるタイプで、ベテランとなった現在でも荒々しさで打破を狙う一面もある。
目標のために黙々と努力を重ねるストイックさを持ち、それでいて男気とユーモアに溢れる好人物である。日本王者としての孤独を知り共に世界を目指した盟友・鷹村守とはお互いに実力を認め合っていて、年齢差を越えて仲がいい。サラリーマン時代は酒を嗜むほどに飲む程度だったが、指導者になってからは心酔している沖田も呆れるほどに酒癖が悪くなっている。
一時期、引退してサラリーマンになった際は前例を見ないスピードで出世をしていた他、のち自身の設立したジムを軌道に乗せる(伊達本人は「満足できていない」と語っているが)などビジネス面でも成果を出している。
モデルはかつて東洋チャンピオンだった尾崎富士雄であることがインタビューで述べられている。

## 来歴
19歳でプロデビュー。天才児と称されながらも一切努力は惜しまず、「東洋に敵なし」とまで言われ、幼き日のアルフレド・ゴンザレスも強い挑戦者と評する程だった。23歳時に世界初挑戦。敵地メキシコでリカルド・マルチネスに挑むも、全く歯が立たず2RKO負けで惨敗。さらに帰国後に妻・愛子の流産を知り、あまりに大きなものを失ったショックに1度引退。
引退後は妻の兄の会社に就職し順当に出世を重ね、愛妻と新たに生まれた息子・雄二ら三人の家族で穏やかな生活を送るが、悔しすぎる敗戦が心の中で尾を引いており、その後、復帰を望む心の内を見抜いた夫人の言葉に後押しされ、26歳の時にカムバックを決意。不屈の闘志を得て、復帰2戦目で日本タイトルを獲得。
一歩に対しては「飛ぶ鳥を落とす勢いのホープ」と認めて注目しており、数度のタイトル防衛後、世界戦を前に一歩を最後の日本タイトル挑戦者に指名。一切屈しない一歩との死闘の最中で若い頃の闘争心を再びむき出しにし、最後にはハートブレイク・ショットを決めて下し、チャンピオンの拳の重さを見せつけた。
やがて、世界再挑戦が決まり、その世界戦へのスパーリングでは一歩のライバルでもあり東洋太平洋王者でもある宮田一郎を指名し、減量前のベストウェイトの状態の宮田ですら圧倒するほど国内では敵無しの強さであり、日本のボクシング界を引っ張っているリーダーといえる存在でもあった。
そして、世界初挑戦失敗から7年後。なおも世界王者に君臨し続けるリカルドに再度挑む。伊達はかつて挑んだ頃の全盛期以上の力量を得ていたが、それが逆にリカルドの100％の力を引き出してしまい、肋骨と顎を砕かれ絶対王者の比類なき強さを味合わされる。起死回生を狙いハートブレイク・ショットを撃つもエルボーブロックにより、逆に自分の右拳も砕いてしまう。満身創痍となりながらも妻・愛子も激励により自分の原点を思い出し死力を振り絞ってリカルドに立ち向かい、必殺のハートブレイク・ショットを打ち込むが、拳が砕けていたため決め手となるだけのパワー不足から時間を止められず、最後は10RKO負け。担架に乗せられリングを降りたが、その奮闘ぶりはリカルドに尊敬の念を抱かせ「尊敬するボクサーは？と聞かれたら、以後はためわらずジャパンで出会ったサムライ（≒伊達）と答えるだろう」とまで思わせた。試合後、入院先の病院を見舞った一歩に自らの後を託し引退する。
引退後は自らのジムを創設するが、門下生の成績が今ひとつなのが悩みの種。もっとも、登場する度に敗戦ばかりではあるとは言え東日本新人王になった選手もおり（全日本で敗退）、言うほどは悪くない。ジムを構えてからも度々顔を合わせる一歩にメンタル面で重要なアドバイスを送っていて、そのことを知った鴨川源二も伊達の指導者としての実力を高く評価している。また、ライバル達の中で一歩の引退を受け入れている数少ない人物で、一歩が自分からのバトンタッチを無下にした事を雄二が詰った際たしなめていた。
また、引退試合となったリカルド戦で負ったケガの治療のために整形をしたが、顎の噛み合わせが悪くなってしまっていると一歩の口から語られた。また、顎の骨折については、リカルドとの試合直後の340話では複雑骨折、1379話では、粉砕骨折と骨折の種類が異なっている。

## 得意技
- コークスクリューブロー[5]
- ハートブレイク・ショット（心臓にコークスクリューブローを打ち、相手の心臓の動きを数秒止め、ショックでその間は動けなくする[6]）
- 首ひねり（スリッピング・アウェー。長年の経験で磨かれた勘により、インパクトの瞬間首をひねってパンチを反らす）

## 戦績と獲得タイトル
西暦が不明であるため、便宜上、一歩の鴨川ジム入門後の経過年数と本人の年齢を表記する。
- 戦績：23戦21勝17KO2敗[7]
- 日本フェザー級王座（防衛4＝返上）
- OPBF東洋太平洋フェザー級王座（防衛1＝返上）
- 日本フェザー級王座（防衛4＝返上）

| 戦           | 日付                        | 勝敗 | 時間       | 内容 | 対戦相手             | 国籍           | 備考                                 |
| ------------ | --------------------------- | ---- | ---------- | ---- | -------------------- | -------------- | ------------------------------------ |
| 1            | 8年前（19歳）               | 勝利 | 1R         | TKO  | 友永明               | 日本           | プロデビュー戦                       |
| 2            | 不明                        | 勝利 | 6R         | 判定 | 後藤雅広             | 日本           |                                      |
| 3            | 不明                        | 勝利 | 8R         | 判定 | 金仁植               | 不明           |                                      |
| 4            | 不明                        | 勝利 | 3R         | KO   | ローランド・ヒヤス   | 不明           |                                      |
| 5            | 不明                        | 勝利 | 3R         | KO   | アラン・ガルシア     | 不明           |                                      |
| 6            | 不明                        | 勝利 | 9R         | KO   | 大友晃司             | 日本           | 日本フェザー級タイトル戦             |
| 7            | 不明                        | 勝利 | 10R        | 判定 | 古川健               | 日本           | 日本フェザー級王座防衛1              |
| 8            | 不明                        | 勝利 | 3R         | TKO  | 今西悟               | 日本           | 日本フェザー級王座防衛2              |
| 9            | 不明                        | 勝利 | 7R         | KO   | 荒井正三             | 日本           | 日本フェザー級王座防衛3              |
| 10           | 不明                        | 勝利 | 1R         | KO   | 山口次郎             | 日本           | 日本フェザー級王座防衛4              |
| 11           | 不明                        | 勝利 |            | 判定 | トムソン・ペニャロサ | 不明           | 東洋太平洋フェザー級タイトル戦       |
| 12           | 不明                        | 勝利 | 3R         | TKO  | 金竜雲               | 不明           | 東洋太平洋フェザー級王座防衛1        |
| 13           | 不明                        | 勝利 |            | KO   | クーヨ・ペルテス     | 不明           | 世界前哨戦                           |
| 14           | 4年前（23歳）2月20日        | 敗北 | 2R 1:12    | TKO  | リカルド・マルチネス | メキシコ       | WBA世界フェザー級タイトル戦          |
| 15           | 1年前（26歳）               | 勝利 | 7R         | TKO  | 崔炣哲               | 不明           |                                      |
| 16           | 不明                        | 勝利 | 3R         | KO   | サムエル・アレスト   | 不明           |                                      |
| 17           | 不明                        | 勝利 | 7R         | KO   | 上原正               | 日本           | 日本フェザー級タイトル戦             |
| 18           | 不明                        | 勝利 | 5R         | TKO  | 坂口勇               | 日本           | 日本フェザー級王座防衛1（通算5度目） |
| 19           | 3年目（28歳）6月27日        | 勝利 | 1R 2:32/3R | TKO  | 鈴木利男             | 日本           | 日本フェザー級王座防衛2（通算6度目） |
| 20           | 3年目（29歳）11月頃         | 勝利 | 7R         | TKO  | 佐藤隆               | 日本           | 日本フェザー級王座防衛3（通算7度目） |
| 21           | 3年目（29歳）2月            | 勝利 | 5R 2:32    | TKO  | 幕之内一歩（鴨川）   | 日本           | 日本フェザー級王座防衛4（通算8度目） |
| 22           | 199X年 4年目（30歳）8月下旬 | 勝利 | 9R         | TKO  | ジェフ・ブルックス   | アメリカ合衆国 | 世界前哨戦                           |
| 23           | 199X年 5年目（30歳）6月27日 | 敗北 | 10R 2:14   | TKO  | リカルド・マルチネス | メキシコ       | WBA世界フェザー級タイトル戦          |
| テンプレート |                             |      |            |      |                      |                |                                      |